# San Simeon
San Simeon est une census-designated place du comté de San Luis Obispo, en Californie. Elle est traversée par la California State Route 1, l'une des plus touristiques de l'État. Sa plage est célèbre pour accueillir chaque année à des périodes ponctuelles des dizaines de milliers d'éléphants de mer venus depuis l'Alaska[réf. nécessaire]. La localité abrite également Hearst Castle, un monument historique et un musée visité par près d'un million de personnes chaque année.

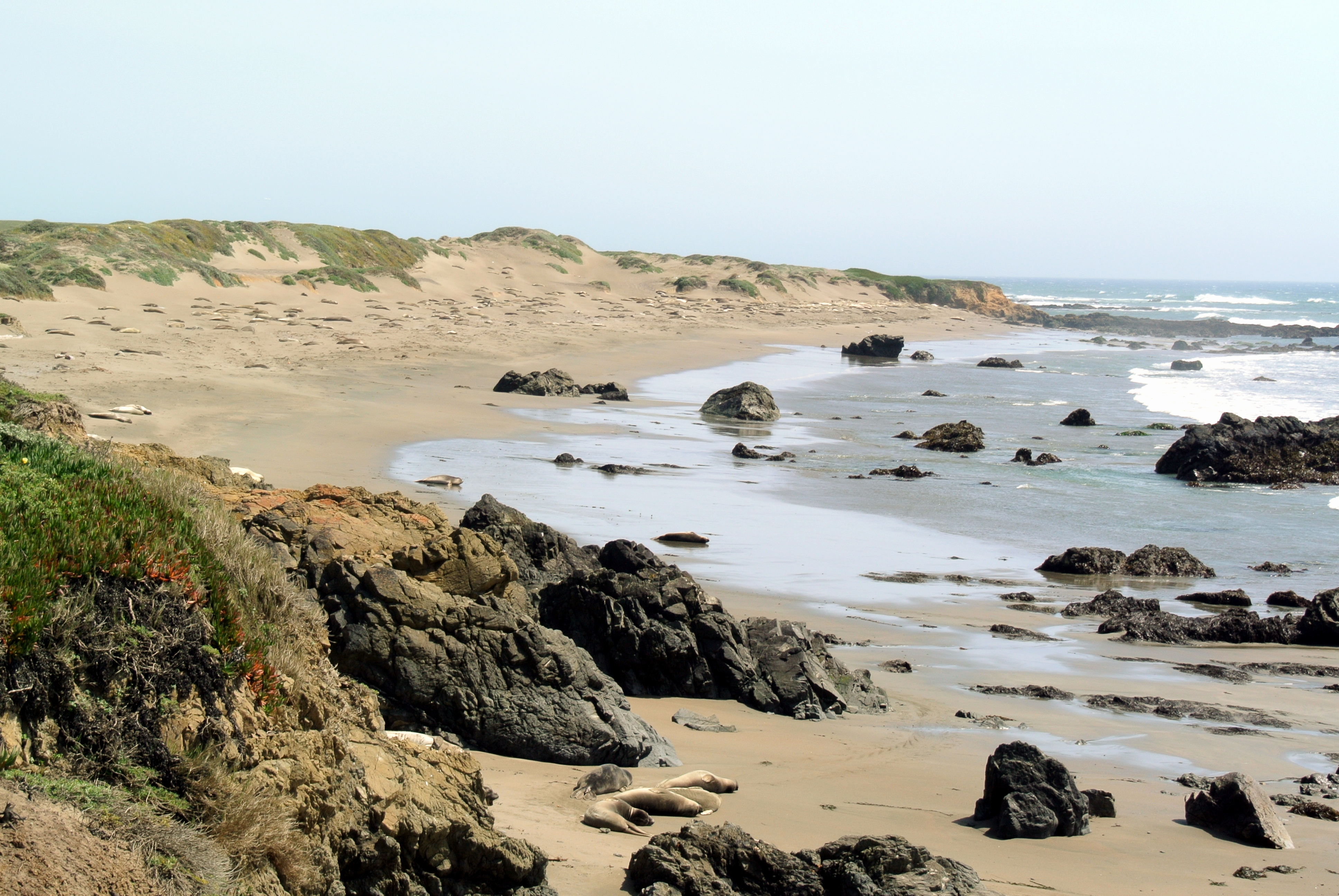
Éléphants de mer sur la plage de Piedras Blancas, au nord de San Simeon

## Démographie
| 2000 | 2010 | - | - | - | - |
| ---- | ---- | - | - | - | - |
| 366  | 462  | - | - | - | - |

## Source
- (en) Cet article est partiellement ou en totalité issu de l’article de Wikipédia en anglais intitulé « San Simeon, California » (voir la liste des auteurs).

1. ↑  « Statistiques des États-Unis - Californie - Profils des communautés de 2010 » (consulté en novembre 2020)